# 1206
1206 (MCCVI) a fost un an obișnuit al calendarului iulian.

## Evenimente
- 24 iulie: Qutb ud-Din Aibak creează o dinastie mamelucă în India; întemeierea Sultanatului de Delhi.
- 27 iulie: Bătălia de la Wassenberg, la vest de Köln: trupele lui Filip de Suabia înfrâng pe cele ale lui Otto al IV-lea, care se refugiază în Anglia.

### Nedatate
- mai: Regele Filip al II-lea August al Franței pune stăpânire pe comitatul de Nantes; regele Ioan Fără de Țară al Angliei mai deținea pe continent doar Aquitania și Poitou.
- Califul almohad An Nasr restabilește ordinea în Maghrebul oriental ocupat de almoravidul Yahia Ben Ganiya.
- Cneazul Vseovold de Vladimir își plasează fiul, Constantin, la conducerea cnezatului de Novgorod.
- Guillaume de Champlitte ocupă aproape în întregime principatul Moreei.
- Încoronat la Niceea, Theodor I Laskaris conduce "rezistența bizantină" împotriva cuceritorilor Constantinopolului.
- Menționare a sașilor în Transilvania, stabiliți acolo de regele Ungariei pentru a proteja frontiera regatului și a pune în valoare regiunea; proveniți din zonele Renaniei, Luxemburgului, Flandrei și Saxoniei Inferioare, aceștia se instalează în jurul actualelor orașe Brașov, Sibiu, Bistrița.
- Ordinul gladiferilor cucerește teritoriul locuit de livonieni, în zona baltică.
- Prima colonizare a zonei Bistriței de către sași, prin întemeierea localității Nösen, regiunea din jur fiind denumită Nösnerland.
- Prima mențiune a orașului Dresda, în Germania.
- Regele Valdemar al II-lea al Danemarcei efectuează un raid asupra insulei Saaremaa, din largul Estoniei, forțându-i pe locuitori să se supună.
- Veneția ocupă Ragusa (Dubrovnik), Dyrrachium, insulele din Marea Ionică, majoritatea insulelor din Marea Egee, Negroponte (Eubea).

## Arte, Știință, Literatură și Filosofie
- Desfășurarea unui concurs al truverilor în castelul Wartburg.

## Înscăunări
- 20 august: Henric I, împărat latin de Constantinopol.
- Temüjin, proclamat ca Genghis Han al mongolilor.
- Theodor I Laskaris, împărat bizantin de la Niceea.

## Nașteri
- 7 aprilie: Otto al II-lea, duce de Bavaria (d. 1253)
- 29 noiembrie: Bela al IV-lea, rege al Ungariei (d. 1270)
- Albertus Magnus, teolog german (d. 1280)
- Guyuk, han al mongolilor (d. 1248)

## Decese
- 15 martie: Muhammad Ghori, sultan de Ghasni (n. ?)
- 7 aprilie: Frederic I, 35 ani, duce de Lorena (n. 1143)
- Jamuqa, comandant militar mongol (n. ?)
- Leone Vetrano, amiral italian (n. 1165)
- Muhammad de Ghor, sultan persan (n. 1162)
- Yang Wanli, poet chinez (n. 1127)